# UGNazi
UGNazi (Underground Nazi Hacktivist Group) est un groupe de hackers. En 2012, il a mené une série de cyberattaques, notamment par ingénierie sociale, violation de données et déni de service, contre les sites web de diverses entreprises.

## Cyberattaque
En janvier 2012, UGNazi a défiguré le site Web de l'Ultimate Fighting Championship en réponse au soutien de l'UFC au Stop Online Piracy Act.
Le 24 avril 2012, UGNazi a mené des attaques par déni de service distribué sur les sites Web de la Central Intelligence Agency et du ministère de la Justice pour protester contre la loi Cyber Intelligence Sharing and Protection Act.
Le 14 mai 2012, après avoir compromis une base de données appartenant au Département militaire de l'État de Washington, UGNazi a divulgué des informations DNS sensibles utilisées par l'État américain de Washington. Le groupe a également divulgué les informations de compte d'environ 16 utilisateurs, comprenant les noms d'utilisateur et les hachages de mots de passe, dont ceux de l'administrateur du site web.
Le 22 mai 2012, UGNazi a effectué une attaque d'ingénierie sociale sur le développeur de logiciels de facturation d'hébergement Web WHMCS. Un membre du groupe a appelé le fournisseur d'hébergement de WHMCS, se faisant passer pour un employé senior. Ils ont obtenu un accès root au serveur web de WHMCS et ont divulgué la base de données SQL, les fichiers du site web et la configuration de cPanel. La base de données divulguée contenait environ 500 000 numéros de cartes de crédit enregistrés.
Le 4 juin 2012, UGNazi a ciblé 4chan avec une attaque de détournement DNS via une vulnérabilité dans l'utilisation par Cloudflare du système d'authentification à deux facteurs de Google, redirigeant les visiteurs vers le compte Twitter d'UGNazi.
Le 6 juin 2012, UGNazi a attaqué l'organisation à but non lucratif Wounded Warrior Project (en) et a publié la base de données du projet.
En juin 2012, le leader de l'UGNazi a volé les informations de plus de 411 000 cartes de crédit et compromis plus de 47 entreprises et organisations gouvernementales pour un montant estimé à environ 205 millions de dollars.
Le 8 juin 2012, UGNazi a piraté le site Web de Wawa Inc. (en) et a défiguré sa page Web.
Le 21 juin 2012, UGNazi a affirmé avoir mis hors service le site de médias sociaux populaire Twitter pendant deux heures via une attaque par déni de service. Sam Biddle de Gizmodo a contesté la véracité de cette affirmation.
Le 17 décembre 2012, UGNazi a piraté les comptes Twitter de Shirley Phelps-Roper (en) et de Fred Phelps Jr. le 19 décembre 2012, en opposition à la manifestation prévue par l'Église baptiste de Westboro après la fusillade de l'école élémentaire Sandy Hook.
En janvier 2021, le PDG de Parler, John Matze, a affirmé à Fox News qu'UGNazi travaillait activement à faciliter le harcèlement ciblé de lui-même et de sa famille après le démantèlement temporaire de Parler, un réseau social d'extrême droite impliqué dans la prise d'assaut du Capitole des États-Unis en 2021.

## Arrestation
Le 26 juin 2012, Mir Islam (« Josh the God ») et Eric Taylor (« Cosmo the God ») ont été arrêtés à la suite de l'opération Card Shop, une enquête du FBI sur l'usurpation d'identité et la fraude à la carte de crédit. Mir Islam a été appréhendé à Manhattan après avoir tenté de retirer de l'argent avec une carte bancaire volée. Le 7 novembre 2012, Taylor a été condamné par le tribunal pour mineurs de Long Beach, en Californie. Il a plaidé coupable de plusieurs crimes, dont fraude à la carte bancaire, vol d'identité, menaces à la bombe et usurpation d'identité en ligne, en échange d'une mise à l'épreuve. Les termes de la plaidoirie le plaçaient en probation jusqu'à son 21e anniversaire, limitaient son accès à Internet et exigeaient qu'il renonce aux biens saisis,.
Le 24 décembre 2018, les membres Troy Woody (« Osama the God ») et Mir Islam ont été arrêtés à Manille pour meurtre lié à la mort de Tomi Masters, la petite amie de Troy Woody. Troy Woody et Mir Islam ont jeté une boîte contenant le corps de Tomi Masters dans la rivière Pasig. Les deux membres de l'UGNazi ont confirmé avoir manipulé la boîte, mais ont individuellement nié avoir tué Tomi Masters. Troy Woody et Mir Islam ont plaidé non coupables des accusations le 11 février 2019 et le procès a été fixé au 13 mars.